# 布拉诺 (科多尔省)
布拉诺（法語：Blanot，法語發音：[blano]）是法国科多尔省的一个市镇，属于博讷区。

## 地理
布拉诺（47°10'20"N, 4°14'10"E）面积18.26 平方千米，位于法国勃艮第-弗朗什-孔泰大區科多尔省，该省份为法国中东部省份，北起奥布省，西接涅夫勒省和约讷省，南至索恩-卢瓦尔省，东南接汝拉省，东临上索恩省，东北部与上马恩省接壤。
与布拉诺接壤的市镇（或旧市镇、城区）包括：圣马丹德拉梅尔、莫尔旺地区维利耶、莫尔旺地区布拉泽、列奈、莫尔旺地区阿利尼、莫尔旺地区穆。

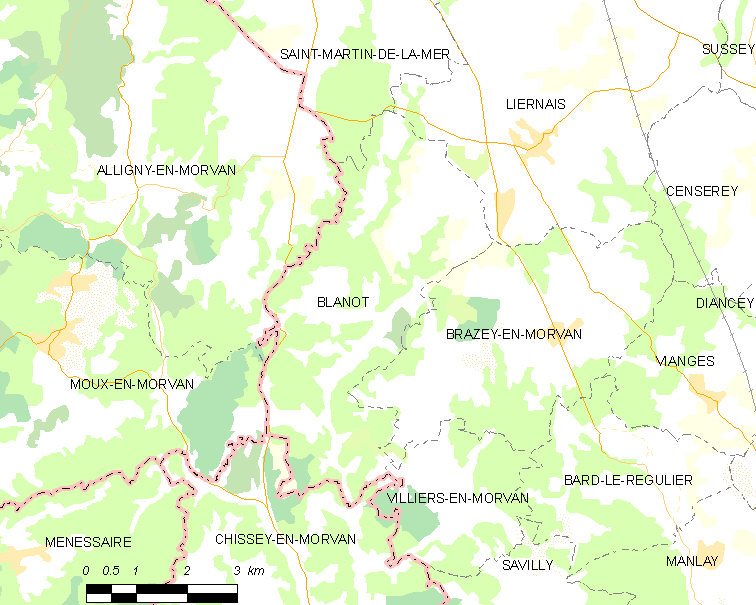
的OSM定位图

布拉诺的时区为UTC+01:00、UTC+02:00（夏令时）。

## 行政
布拉诺的邮政编码为21430，INSEE市镇编码为21083。

## 政治
布拉诺所属的省级选区为阿尔奈勒迪克县。

## 人口

1962-2008年间人口变化图示

布拉诺于2022年1月1日时的人口数量为120人。